# Senusret IV
Seneferibre Senusret IV là một pharaon người Theban trong lịch sử Ai Cập cổ đại. Các nhà khoa học hiện còn tranh cãi gay gắt về thời gian trị vì và cả thứ tự triều đại của ông.

## Chứng thực
Senusret IV được biết đến thông qua danh sách vua Karnak dưới cái tên "Senefer[...]re" (vị trí thứ 56). Bằng chứng quan trọng nhất chính là bức tượng cao hơn 2m bằng đá granite hồng của ông, được phát hiện tại đền Karnak vào năm 1901 bởi Georges Legrain. Một tấm bia đá cũng được tìm thấy tại đây có đánh dấu năm trị vì đầu tiên của ông (vào năm 1907).
Một rầm cửa tại Edfu và một cái lưỡi rìu có khắc tên riêng của nhà vua cũng được cho là của Senusret IV. Tuy nhiên, lưỡi rìu này đôi khi được xem là thuộc về pharaon Senusret I.

## Triều đại
Theo Jürgen von Beckerath, Senusret IV cai trị vào những năm tháng cuối của Vương triều thứ 13, trong khi Kim Ryholt lại xếp ông vào những vị vua cai trị trong giai đoạn Vương triều thứ 16. Norbert Dautzenberg lại đề xuất rằng ông là vua của Vương triều thứ 17, tuy nhiên Ryholt lại phản bác quan điểm này.
Triều đại của Senusret IV vẫn chưa thể xác định một cách chính xác, nhưng ông vẫn được xem là đã trị vì trong khoảng thời gian cuối Vương triều thứ 13 hoặc đầu Vương triều thứ 17.